# Antonio Šančić
Antonio Šančić (Brežice, 23. studenoga 1988.) hrvatski je tenisač, natjecatelj u pojedinačnoj konkurenciji i parovima.

## Karijera
Rođen je u slovenskim Brežicama, nakon čega se njegova obitelj preselila u Samobor, gdje je s 14 godina osvojio gradsko prvenstvo. Pohađao je tenisku akademiju u Valenciji. U pojedinačnoj juniorskoj konkurenciji osvojio je dva Futuresa i još na dvama igrao u završnici. U kolovozu 2009. postigao je najbolji plasman karijere, 362. mjesto na ATP ljestvici, ali nije ga uspio dugo zadržati.
Polako je prelazio na parove, koje je i prije toga igrao prilično uspješno, 2008. osvojio je prvi Futures u Austriji (u paru s Vilimom Viškom), a potom s istim partnerom i još dva u Srbiji i jedan u Hrvatskoj. Ukupno je osvojio 11 Futuresa u paru, a potom je krenuo na Challengere, uglavnom u paru s Dinom Marcanom. Nakon kraće igračke stanke zbog ozljede koljena, 2014. s Marcanom osvaja turnire u Banja Luci i Kenitri u Maroku. Prvu ATP završnicu igrao je u srpnju 2016. na Međunarodnom prvenstvu Hrvatske u Umagu, gdje je zajedno s Nikolom Mektićem izgubio od slovačko-španjolskog para Kližan-Marrero.
Prije nastupa na Wimbeldonu u ljeto 2017., osvaja jaki turnir u Heilbronnu iz serije Challenger. U paru s Nysom prošao je wimbeldonsko prednatjecanje bez izgubljenog seta. No, s jednakom uvjerljivošću započeli su i s mečevima glavnog turnira. U prvom su kolu sa 6:3, 6:1, 6:2 pobijedili Gruzijca Basilašvilija i Austrijanca Haider-Maurera, u drugom sa 6:3, 6:4, 6:4 13. nositelje Francuza Martina i Kanađanina Nestora. Šančiću su to bile prve pobjede na nekom od Grand Slam turnira.

## Osobni život
Trenutno živi u Samoboru.